# 龙山路街道 (枣庄市)
龙山路街道，是中华人民共和国山東省枣庄市市中区下辖的一个乡镇级行政单位。

## 行政区划
龙山路街道下辖以下地区：
辛庄社区、道南社区、荣华里社区、车站社区、长乐社区、前岭社区、公胜街社区和老车站社区。